# Methles cribratellus
Methles cribratellus é uma espécie de insetos coleópteros pertencente à família Dytiscidae.
A autoridade científica da espécie é Fairmaire, tendo sido descrita no ano de 1880.
Trata-se de uma espécie presente no território português.